# Бризевиц
Бризевиц (њем. Brüsewitz) општина је у њемачкој савезној држави Мекленбург-Западна Померанија. Једно је од 91 општинског средишта округа Нордвестмекленбург. Према процјени из 2010. у општини је живјело 2.222 становника. Посједује регионалну шифру (AGS) 13058016.

## Географски и демографски подаци
Бризевиц се налази у савезној држави Мекленбург-Западна Померанија у округу Нордвестмекленбург. Општина се налази на надморској висини од 54 метра. Површина општине износи 29,9 km². У самом мјесту је, према процјени из 2010. године, живјело 2.222 становника. Просјечна густина становништва износи 74 становника/km².